# قوة الأمر المقضي به
قرار المحكمة له قوة الأمر المقضي به أو يدخل حيز التنفيذ عندما لا يكون عرضة لأي وسيلة للطعن (بما في ذلك الاستئناف) أو بسبب استنفاد سبل الانتصاف أو انتهاء المهلة المحددة لاستعمالها.